# السياحة في إسبانيا

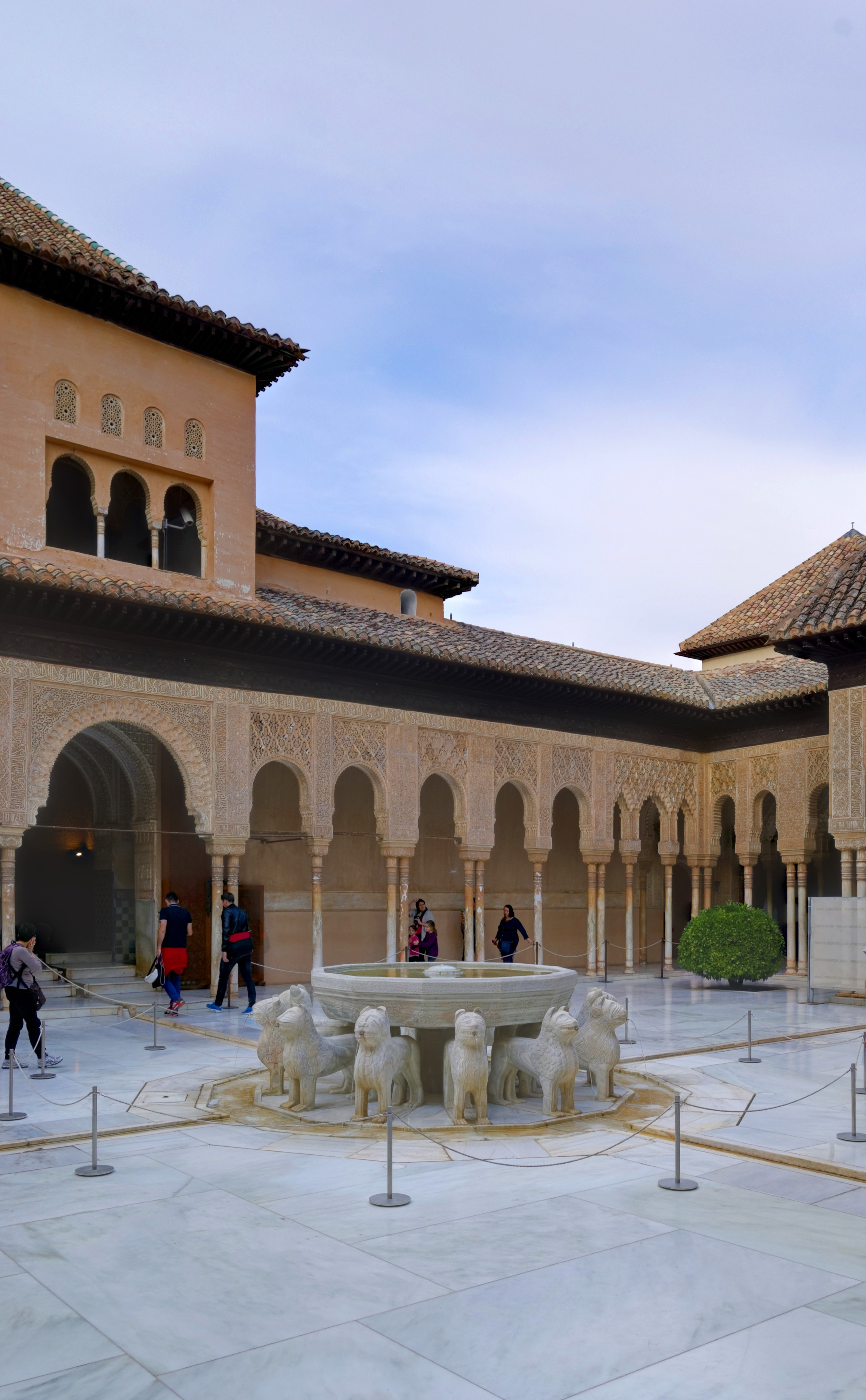
بهو السباع في قصر الحمراء، غرناطة

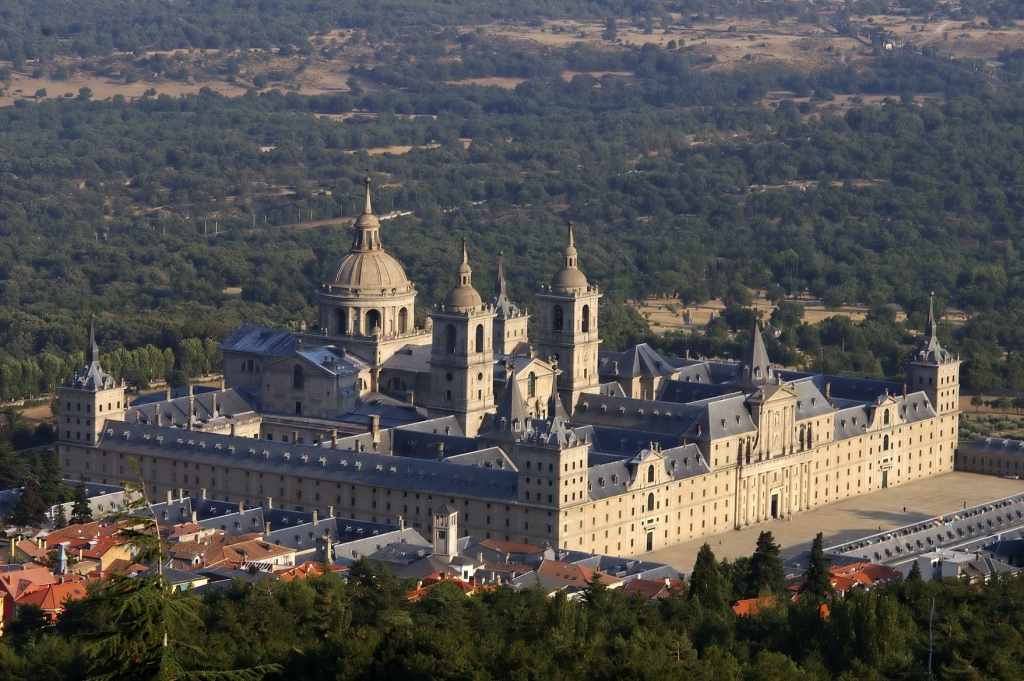
متحف الإسكوريال في شمال غرب العاصمة مدريد. بدأ بناؤه عام 1559 في عهد فيليب الثاني ملك إسبانيا.

السياحة في إسبانيا تعتبر السياحة في إسبانيا المساهم الرئيسي لاقتصاد البلد بنسبة 6.4% من الناتج المحلي الإجمالي. وفقاً لتقارير منظمة السياحة العالمية في مقرها الرئيسي بمدريد فقد ذُكر أنه في عام 2007 أخذت إسبانيا المرتبة الثانية من بين أكثر البلدان زيارة في العالم بعد فرنسا لأنه في هذه السنة زارها 60 مليون سائح أجنبي. ومع ذلك فقد انخفض عدد السياح لإسبانيا في عام 2010 لتصبح في المرتبة الرابعة بين أكثر الدول زيارة في العالم بعد فرنسا، الولايات المتحدة والصين بـ 53 مليون زائر.